# Kalinik z Frygii
Kalinik z Frygii, cs. Muczenik Kallinik, gr. Καλλίνικος (ur. we Frygii, zm. ok. 251 lub ok. 286) - kapłan pogański, święty Kościoła katolickiego i prawosławnego.  
Kalinik pochodził z Bitynii i mieszkał w Cezarei. Poniósł śmierć męczeńską z rąk pogan przez ścięcie mieczem, za panowania cesarza Decjusza lub Dioklecjana, po tym, jak uwierzył w Jezusa Chrystusa widząc odwagę i cuda św. Tyrsa (ros. First). Święty Tyrs, który został skazany na brutalne tortury i męki, zniósł je w nienaruszonym stanie i z woli Boga umarł spokojnie. Tego samego dnia śmierć poniósł św. Leukiusz (również Leucjusz), który został ścięty za drwiny (za niesłuszne prześladowanie chrześcijan) z władcy Koynbrikiosa (gr. Κουμβρίκιος).
Wspomnienie liturgiczne trzech męczenników obchodzone jest w Kościele katolickim 28 stycznia.
Cerkiew prawosławna wspomina świętych dwukrotnie:
- 17/30 sierpnia[3], tj. 30 sierpnia według kalendarza gregoriańskiego,
- 14/27 grudnia, tj. 27 grudnia, razem z czterema innymi świętymi męczennikami: Filemonem, Apoloniuszem, Arianem i Teotykiem (zm. ok. 251 lub 284-305)[4].